# Igor Denisov
Igor Vladimirovitj Denisov (ryska: Игорь Владимирович Денисов), född 17 maj 1984, i Leningrad, Sovjetunionen, är en före detta rysk fotbollsspelare. Han spelade i det ryska landslaget, men han vägrade att ställa upp i EM 2008. Han var bakom 1-0 målet i UEFA-cupfinalen 2007/2008 som Zenit senare vann med 2-0 och tog därmed sin första europeiska titel.

## Spelarkarriär
När Rysslands trupp togs ut till EM 2008 ut fanns Denisov inte med. Han erbjöds till slut en plats när spelare försvann p.g.a. skador men valde då att tacka nej till Guus Hiddink och hans landslag. De senaste åren har Denisov återigen tackat ja till spel i landslaget och totalt har det blivit 12 matcher för Ryssland. 
De senaste året har det förekommit en del rykten om att Denisov skulle flytta från Zenit till bl.a. några lag i tyska Bundesliga, men han tog död på de spekulationerna genom att skriva på ett fem år långt kontrakt med Zenit i juli 2010.